# Louis Vauxcelles
Louis Vauxcelles, född 1 januari 1870 i Paris, död 1943, var en fransk konstkritiker. Han myntade termerna fauvism och kubism i början av 1900-talet.